# Llista de monarques sobirans actuals

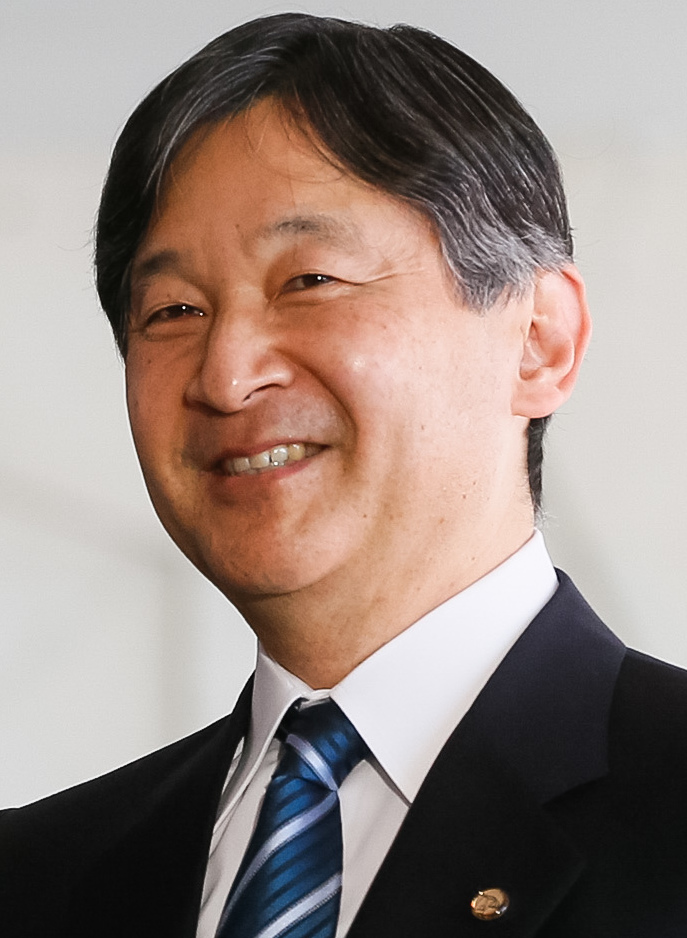
L'emperador Naruhito

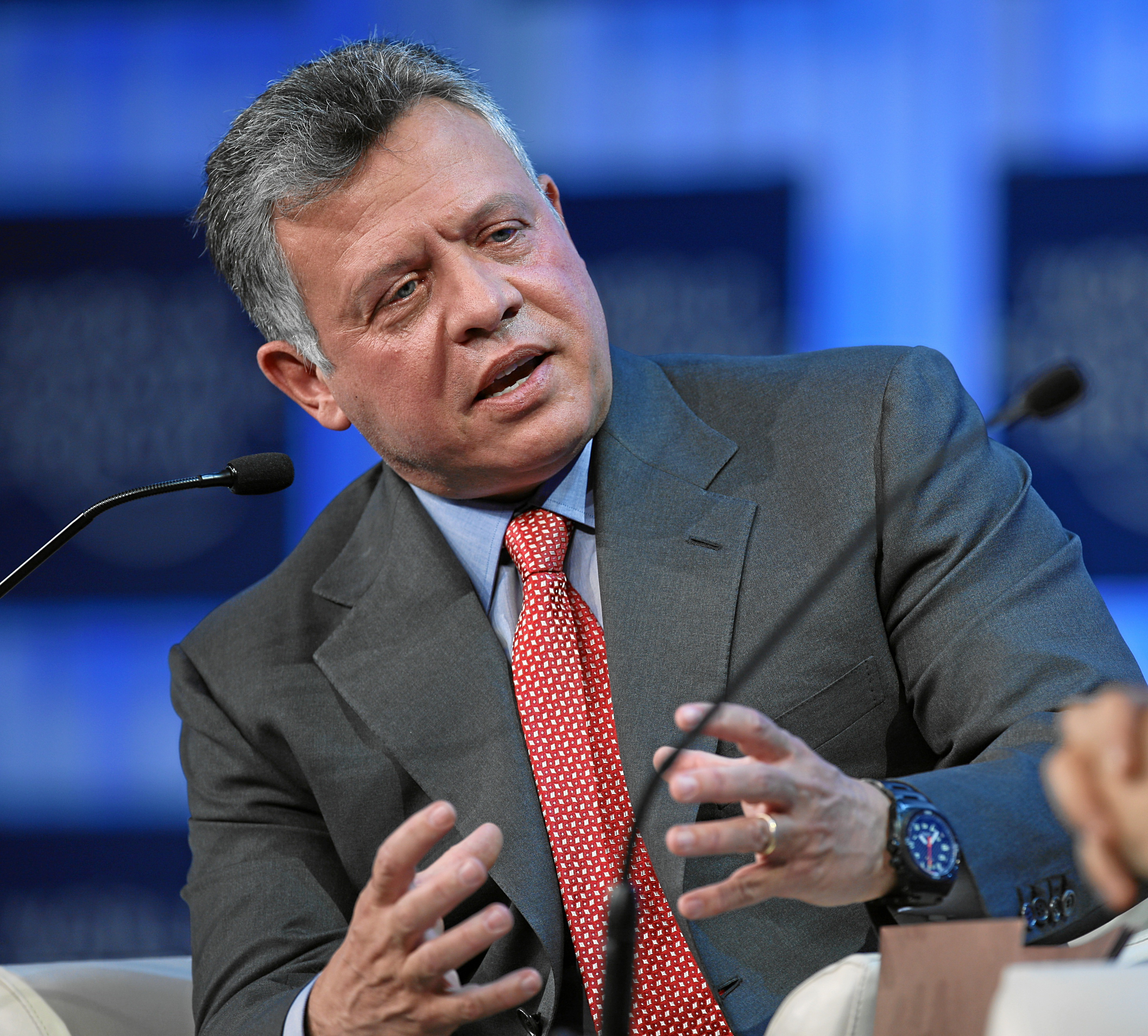
El rei Abd-Al·lah II

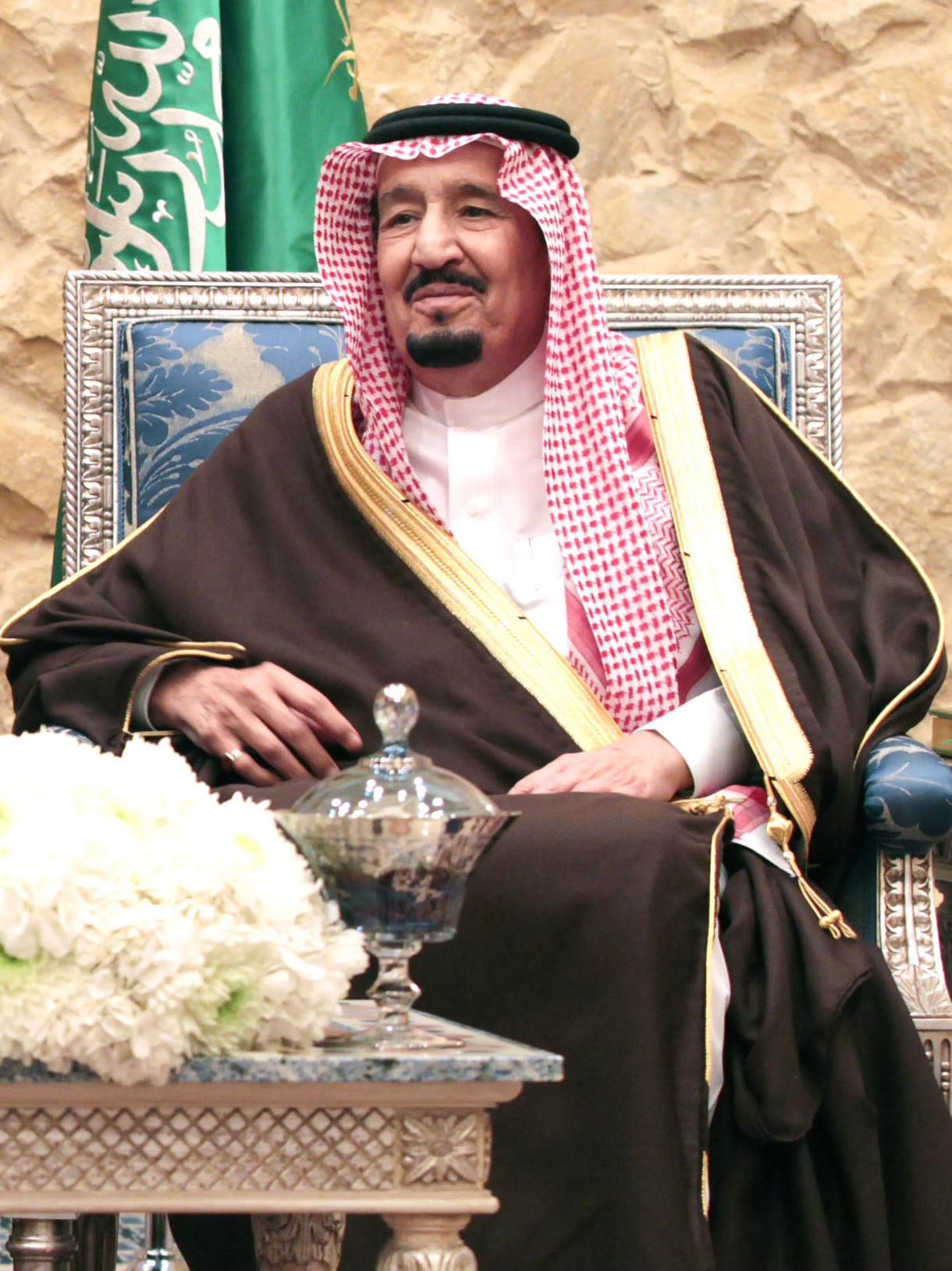
El rei Salman

Un monarca és el cap d'estat d'una monarquia, forma de govern segons la qual un estat és governat per un individu que normalment regeix de per vida o fins a l'abdicació i que típicament hereta el tron al naixement. Els monarques poden ser autòcrates (com en totes les monarquies absolutes) o bé figures cerimonials que exerceixen un poder moderador limitat (o fins i tot inexistent); l'autoritat real recau en el gabinet executiu i/o en la legislatura (com en moltes monarquies constitucionals). En molts casos, un monarca també es troba relacionat amb la religió d'estat. La majoria d'estats només tenen un sol monarca en un moment donat, encara que es pot donar el cas que governi un regent quan el monarca és menor d'edat, absent o incapaç de governar. El cas en el qual dos monarques regeixen simultàniament sobre un sol estat —situació actual d'Andorra, per exemple— es coneix com a corregència.
Els monarques es distingeixen pels seus títols i tractaments, que en la majoria de casos venen definits per la tradició i estan garantits per la constitució estatal. Els títols nobiliaris són diversos, tals com «rei» i «reina», «príncep» i «princesa», o «emperador» i «emperadriu». Tot i que en les llengües locals els títols siguin diferents, els noms de regnat i els títols nobiliaris de la llista de sota estan traduïts al català. També s'han aplicat els numerals romans quan pertoca per distingir diferents monarques amb el mateix nom.
Segons estudis polítics i socioculturals, les monarquies se solen associar amb una regla hereditària. La majoria de monarques, tant en contextos històrics com contemporanis, han estat nascuts i criats dins del si d'una família reial. L'ordre successori ve definit per una sèrie de fórmules diferents, tals com la proximitat de sang, la primogenitura o la senioritat agnativa. Tanmateix, algunes monarquies no són pas hereditàries, i el sobirà es tria per mitjà d'un procés electiu; un exemple modern n'és el tron de Malàisia. Aquests models desafien el concepte del model de monarquia, però se solen considerar com a tals perquè retenen certes característiques que s'hi associen. Molts sistemes utilitzen una combinació d'elements hereditàries i electius, en els quals l'elecció o nominació d'un successor és restringida a membres de la línia de sang reial.
La llista de sota enumera els monarques al costat dels seus respectius dominis, els quals estan organitzats alfabèticament. Els monarques regnen com a cap d'estat en els seus respectius estats sobirans. Els monarques que regnen sobre una divisió constituent o en un sistema governamental tradicional o cultural es llisten a Llista de monarques actuals constituents. Per una llista de pretendents a trons abolits, vegeu Llista de pretendents actuals.

## Monarques per estat

### Llegenda
| Clau      | Descripció                                                                      |
| --------- | ------------------------------------------------------------------------------- |
| Monarca   | Nom del monarca, precedit pel títol, amb un enllaç a la llista de predecessors. |
| Inici     | Data d'ascens al tron; data de coronació llistada a les notes a peu de pàgina.  |
| Casa      | Nom de la família reial, amb informació sobre la línia de sang.                 |
| Tipus     | Forma de monarquia, amb informació del rol del monarca dins del governt.        |
| Successió | Mètode o patró de successió, amb un enllaç a la línia actual de successió.      |
| Estendard | Heràldica atribuïda al monarca o monarquia rellevant.                           |
| N/A       | Denota que un camp específic no és aplicable.                                   |
| —         | Denota que no hi ha dades disponibles.                                          |

### Llista
| Reialme / Regne                                   | Imatge                   | Monarca (naixement)                                                       | Inici            | Durada            | Casa                   | Tipus                              | Successió                                                                                                   | Estendard                                             | Ref(s)        |
| ------------------------------------------------- | ------------------------ | ------------------------------------------------------------------------- | ---------------- | ----------------- | ---------------------- | ---------------------------------- | --- | ----------------------------------------------------- | ------------- |
| Principat d'Andorra                               |                          | Copríncep Emmanuel Macron (n. 1977)                                       | 14 maig 2017     | 8 anys, 87 dies   | N/A                    | Constitucional                     | Ex officio                                                                                                  | —                                                     | [ 13 ] [ 14 ] |
| Principat d'Andorra                               |                          | Copríncep arquebisbe Joan-Enric Vives i Sicília (n. 1949)                 | 12 maig 2003     | 22 anys, 89 dies  | N/A                    | Constitucional                     | Ex officio                                                                                                  | —                                                     | [ 13 ] [ 14 ] |
| Regne de l'Aràbia Saudita                         |                          | Rei Salman bin Abdulaziz (n. 1935)                                        | 23 gener 2015    | 10 anys, 198 dies | Al Saud                | Teocràcia absoluta                 | Mohammad bin Salman (línia successòria)                                                                     | Estendard reial de l'Aràbia Saudita                   | [ 16 ]        |
| Antigua i Barbuda                                 |                          | Rei Carles III (n. 1948)                                                  | 8 setembre 2022  | 2 anys, 334 dies  | Windsor                | Constitucional                     | Guillem de Cornualla i de Cambridge                                                                         | Estendard reial de la Commonwealth                    | [ 17 ] [ 18 ] |
| Commonwealth d'Austràlia                          | Rei Carles III (n. 1948) | 8 setembre 2022                                                           | 2 anys, 334 dies | Constitucional    | Windsor                | -                                  | Guillem de Cornualla i de Cambridge                                                                         | [ 17 ] [ 19 ]                                         |               |
| Commonwealth de les Bahames                       | Rei Carles III (n. 1948) | 8 setembre 2022                                                           | 2 anys, 334 dies | Constitucional    | Windsor                | Estendard reial de la Commonwealth | Guillem de Cornualla i de Cambridge                                                                         | [ 17 ] [ 20 ]                                         |               |
| Belize                                            | Rei Carles III (n. 1948) | 8 setembre 2022                                                           | 2 anys, 334 dies | Constitucional    | Windsor                | Estendard reial de la Commonwealth | Guillem de Cornualla i de Cambridge                                                                         | [ 17 ] [ 21 ]                                         |               |
| Canadà                                            | Rei Carles III (n. 1948) | 8 setembre 2022                                                           | 2 anys, 334 dies | Constitucional    | Windsor                | Estendard reial del Canadà         | Guillem de Cornualla i de Cambridge                                                                         | [ 17 ] [ 22 ]                                         |               |
| Grenada                                           | Rei Carles III (n. 1948) | 8 setembre 2022                                                           | 2 anys, 334 dies | Constitucional    | Windsor                | Estendard reial de la Commonwealth | Guillem de Cornualla i de Cambridge                                                                         | [ 17 ] [ 23 ]                                         |               |
| Jamaica                                           | Rei Carles III (n. 1948) | 8 setembre 2022                                                           | 2 anys, 334 dies | Constitucional    | Windsor                | -                                  | Guillem de Cornualla i de Cambridge                                                                         | [ 17 ] [ 24 ]                                         |               |
| Reialme de Nova Zelanda                           | Rei Carles III (n. 1948) | 8 setembre 2022                                                           | 2 anys, 334 dies | Constitucional    | Windsor                | -                                  | Guillem de Cornualla i de Cambridge                                                                         | [ 17 ] [ 25 ]                                         |               |
| Estat Independent de Papua Nova Guinea            | Rei Carles III (n. 1948) | 8 setembre 2022                                                           | 2 anys, 334 dies | Constitucional    | Windsor                | Estendard reial de la Commonwealth | Guillem de Cornualla i de Cambridge                                                                         | [ 17 ] [ 26 ]                                         |               |
| Regne Unit de la Gran Bretanya i Irlanda del Nord | Rei Carles III (n. 1948) | 8 setembre 2022                                                           | 2 anys, 334 dies | Constitucional    | Windsor                | [ nota 5 ]                         | Guillem de Cornualla i de Cambridge                                                                         | [ 17 ]                                                |               |
| Federació de Saint Kitts i Nevis                  | Rei Carles III (n. 1948) | 8 setembre 2022                                                           | 2 anys, 334 dies | Constitucional    | Windsor                | Estendard reial de la Commonwealth | Guillem de Cornualla i de Cambridge                                                                         | [ 17 ] [ 27 ]                                         |               |
| Saint Lucia                                       | Rei Carles III (n. 1948) | 8 setembre 2022                                                           | 2 anys, 334 dies | Constitucional    | Windsor                | Estendard reial de la Commonwealth | Guillem de Cornualla i de Cambridge                                                                         | [ 17 ] [ 28 ]                                         |               |
| Saint Vincent i les Grenadines                    | Rei Carles III (n. 1948) | 8 setembre 2022                                                           | 2 anys, 334 dies | Constitucional    | Windsor                | Estendard reial de la Commonwealth | Guillem de Cornualla i de Cambridge                                                                         | [ 17 ] [ 29 ]                                         |               |
| Illes Solomon                                     | Rei Carles III (n. 1948) | 8 setembre 2022                                                           | 2 anys, 334 dies | Constitucional    | Windsor                | Estendard reial de la Commonwealth | Guillem de Cornualla i de Cambridge                                                                         | [ 17 ] [ 30 ]                                         |               |
| Tuvalu                                            | Rei Carles III (n. 1948) | 8 setembre 2022                                                           | 2 anys, 334 dies | Constitucional    | Windsor                | Estendard reial de la Commonwealth | Guillem de Cornualla i de Cambridge                                                                         | [ 17 ] [ 31 ]                                         |               |
| Regne de Bahrain                                  |                          | Rei Hamad bin Isa (n. 1950)                                               | 6 març 1999      | 26 anys, 156 dies | Al Khalifa             | Mixta                              | Salman bin Hamad bin Isa Al Jalifa (línia successòria)                                                      | Estendard reial de Bahrain                            | [ 32 ]        |
| Regne de Bèlgica                                  |                          | Rei Felip (n. 1960)                                                       | 21 juliol 2013   | 12 anys, 19 dies  | Saxònia-Coburg i Gotha | Constitucional                     | Elisabet de Brabant (línia successòria)                                                                     | Estendard personal de Felip, rei dels belgues         | [ 37 ]        |
| Regne de Bhutan                                   |                          | Rei Jigme Khesar Namgyel (n. 1980)                                        | 14 desembre 2006 | 18 anys, 237 dies | Wangchuck              | Constitucional                     | Jigme Namgyel (línia successòria)                                                                           | —                                                     | [ 39 ]        |
| Brunei Darussalam                                 |                          | Sultà Hassanal Bolkiah (n. 1946)                                          | 4 octubre 1967   | 57 anys, 309 dies | Bolkiah                | Absoluta                           | Al-Muhtadee Billah (línia successòria)                                                                      | Estendard reial del sultà de Brunei                   | [ 40 ]        |
| Regne de Cambodja                                 |                          | Rei Norodom Sihamoni (n. 1953)                                            | 14 octubre 2004  | 20 anys, 299 dies | Norodom                | Constitucional                     | Hereditària i electiva (línia successòria)                                                                  | Estendard reial del rei de Cambodja                   | [ 42 ]        |
| Estat de la Ciutat del Vaticà                     |                          | Papa Francesc (n. 1936)                                                   | 13 març 2013     | 12 anys, 149 dies | N/A                    | Teocràcia absoluta                 | Electiva |                                                       | [ 45 ]        |
| Regne de Dinamarca                                |                          | Reina Margarida II (n. 1940)                                              | 14 gener 1972    | 53 anys, 207 dies | Glücksburg             | Constitucional                     | Frederic de Dinamarca (línia successòria)                                                                   | Estendard reial de Dinamarca                          | [ 47 ]        |
| Emirats Àrabs Units                               |                          | President Khalifa bin Zayed (n. 1948)                                     | 3 novembre 2004  | 20 anys, 279 dies | Al Nahyan              | Mixta                              | Electiva i hereditària (presumiblement Mohammed bin Zayed) (línia successòria)                              | Estendard del president dels Emirats Àrabs Units      | [ 51 ]        |
| Regne d'Espanya                                   |                          | Rei Felip VI (n. 1968)                                                    | 19 juny 2014     | 11 anys, 51 dies  | Borbó                  | Constitucional                     | Elionor de Borbó (línia successòria)                                                                        | Estendard reial d'Espanya                             | [ 52 ]        |
| Regne d'Eswatini                                  |                          | Rei Mswati III (n. 1968)                                                  | 25 abril 1986    | 39 anys, 106 dies | Dlamini                | Absoluta                           | Hereditari i electiu (línia successòria)                                                                    | Estendard reial d'Eswatini                            | [ 55 ]        |
| Japó                                              |                          | Emperador Naruhito (n. 1960)                                              | 1 maig 2019      | 6 anys, 100 dies  | Yamato                 | Constitucional                     | Fumihito (línia successòria)                                                                                | Estendard de l'emperador del Japó                     | [ 61 ]        |
| Regne hashemita de Jordània                       |                          | Rei Abd-Al·lah II (n. 1962)                                               | 7 febrer 1999    | 26 anys, 183 dies | Hashim                 | Constitucional                     | Hereditari i electiu (presumiblement Hussein bin Abd-Al·lah) (línia successòria)                            | Estendard reial de Jordània                           | [ 64 ] [ 65 ] |
| Estat de Kuwait                                   |                          | Emir Sabah al-Ahmad (n. 1929)                                             | 29 gener 2006    | 19 anys, 192 dies | Al Sabah               | Constitucional                     | Hereditari i electiu                                                                                        | —                                                     | [ 69 ]        |
| Regne de Lesotho                                  |                          | Rei Letsie III (n. 1963)                                                  | 7 febrer 1996    | 34 anys, 270 dies | Moshesh                | Constitucional                     | Lerotholi Seeiso (línia successòria)                                                                        | Estendard reial de Lesotho                            | [ 70 ] [ 71 ] |
| Principat de Liechtenstein                        |                          | Príncep regnant Hans-Adam II (n. 1945) (Regent: príncep hereditari Alois) | 13 novembre 1989 | 35 anys, 269 dies | Liechtenstein          | Constitucional                     | Príncep hereditari Alois (actualment príncep regent)(línia successòria)                                     | Estendard reial del príncep de Liechtenstein          | [ 73 ]        |
| Gran ducat de Luxemburg                           |                          | Gran duc Enric (n. 1955)                                                  | 7 octubre 2000   | 24 anys, 306 dies | Luxemburg-Nassau       | Constitucional                     | Guillem de Luxemburg (línia successòria)                                                                    | —                                                     | [ 75 ]        |
| Malàisia                                          |                          | Yang di-Pertuan Agong Abd-Al·lah (n. 1959)                                | 31 gener 2019    | 6 anys, 190 dies  | Pahang                 | Constitucional                     | Electiva (presumiblement el Timbalan Yang di-Pertuan Agong, Sultà Xa Nazrin Muizzuddin) (línia successòria) | Estendard reial del Yang di-Pertuan Agong de Malàisia | [ 81 ]        |
| Regne del Marroc                                  |                          | Rei Mohammed VI (n. 1963)                                                 | 23 juliol 1999   | 26 anys, 17 dies  | Alauita                | Constitucional                     | Moulay Hassan (línia successòria)                                                                           | Estendard reial del Marroc                            | [ 83 ]        |
| Principat de Mònaco                               |                          | Príncep sobirà Albert II (n. 1958)                                        | 6 abril 2005     | 20 anys, 125 dies | Grimaldi               | Constitucional                     | Jaume de Mònaco (línia successòria)                                                                         | Estendard personal del príncep Albert II de Mònaco    | [ 87 ]        |
| Regne de Noruega                                  |                          | Rei Harald V (n. 1937)                                                    | 17 gener 1991    | 34 anys, 204 dies | Glücksburg             | Constitucional                     | Haakon de Noruega (línia successòria)                                                                       | Estendard reial de Noruega                            | [ 88 ]        |
| Sultanat d'Oman                                   |                          | Haitham bin Tariq Al Said (n. 1955)                                       | 10 gener 2020    | 5 anys, 211 dies  | Al Bu Said             | Absoluta                           | Desconegut, però hereditari                                                                                 | Estendard del sultà d'Oman                            | [ 89 ]        |
| Regne dels Països Baixos                          |                          | Rei Guillem Alexandre (n. 1967)                                           | 30 abril 2013    | 12 anys, 101 dies | Orange-Nassau          | Constitucional                     | Catalina-Amàlia dels Països Baixos (línia successòria)                                                      | Estendard reial dels Països Baixos                    | [ 92 ]        |
| Estat de Qatar                                    |                          | Emir Tamim bin Hamad (n. 1980)                                            | 25 juny 2013     | 12 anys, 45 dies  | Al Thani               | Mixta                              | Abdullah bin Hamad                                                                                          | —                                                     | [ 94 ]        |
| Regne de Suècia                                   |                          | Rei Carles XVI Gustau (n. 1946)                                           | 15 setembre 1973 | 51 anys, 328 dies | Bernadotte             | Constitucional                     | Victòria de Suècia (línia successòria)                                                                      | Estendard reial de Suècia                             | [ 96 ]        |
| Regne de Tailàndia                                |                          | Rei Vajiralongkorn (n. 1952)                                              | 13 octubre 2016  | 8 anys, 300 dies  | Chakri                 | Constitucional                     | Dipangkorn Rasmijoti (línia successòria)                                                                    | Estendard del rei de Tailàndia                        | [ 101 ]       |
| Regne de Tonga                                    |                          | Rei Tupou VI (n. 1959)                                                    | 18 març 2012     | 13 anys, 144 dies | Tupou                  | Constitucional                     | Tupoutoʻa ʻUlukalala (línia successòria)                                                                    | Estendard reial de Tonga                              | [ 103 ]       |